# Birkenhead Point, New South Wales
Birkenhead Point este o suburbie din Drummoyne, New South Wales, Sydney, Australia.